# Die Thundermans
Die Thundermans (Originaltitel: The Thundermans) ist eine Kinder- und Jugend-Sitcom im Genre Fiktion, die von 2013 bis 2018 für den Fernsehsender Nickelodeon produziert wurde. Die Serie wurde von Jed Spingarn entwickelt. Sie handelt von einer Vorstadtfamilie, die über Superkräfte verfügt. Sie kämpfen gegen das Verbrechen. Die erste Folge wurde am 14. Oktober 2013 auf dem US-amerikanischen Fernsehsender Nickelodeon ausgestrahlt. Am 28. Juli 2017 wurde die Einstellung der Serie nach der vierten Staffel bestätigt. Die letzte Folge der Serie wurde in den USA am 25. Mai 2018 ausgestrahlt.

## Handlung
Auf den ersten Blick scheint die Familie Thunderman eine typische Vorstadtfamilie zu sein. Doch der Schein trügt, denn die Thundermans haben Superkräfte. Jeder von ihnen hat eine bzw. mehrere spezielle Superkräfte. Nur die 16-jährige Phoebe besitzt die gleichen Superkräfte wie ihr Zwillingsbruder Max. Während sich Phoebe zu einer Superheldin entwickelt, wird ihr Bruder ein Superbösewicht. Nora, auch Lasergirl genannt, spielt oft mit ihrem Bruder Billy. Sie ist sehr schlau und kann auch im Internet hacken. Sie hilft Pheobe gerne, wenn sie Max einen Streich spielen will, was aber sehr selten vorkommt. Billy verhält sich ein bisschen komisch, aber er ist lustig. Durch seine Superkraft kann er bis zum anderen Ende der Welt rennen, und das auch in nur ein, zwei Sekunden! Wenn Nora ihn mit Lasern beschießt, dann reagiert er sehr schnell. In einer der Folgen der zweiten Staffel zeigen sie, dass Pheobe und Max super schnell bei Gefahr reagieren können, nachdem sie diese neue Superkraft bekommen haben.

## Figuren

### Hauptfiguren
- Phoebe Monica Rachel Thunderman/Thundergirl ist klug, gerecht und etwas panisch. In der Schule hat sie, im Gegensatz zu ihrem Bruder Max, gute Noten. Zu ihren Superkräften zählen Telekinese, Frostatem und Feueratem, die in der Serie oft als Gegensätze dargestellt werden.
- Maximus Octavius „Max“ Thunderman ist der Zwillingsbruder von Phoebe. Er ist mitunter hinterhältig und gemein, zuweilen jedoch ein guter Freund von Phoebe, der ihr aus der Patsche hilft. Er wäre gern ein Schurke. Max besitzt die gleichen Superkräfte wie Phoebe. Zusammen mit dem Superschurken Doktor Colosso lebt er in seiner „Schurkenbasis“ im Keller des Hauses. Nachdem er zusammen mit Phoebe Dark Mayhem besiegt hat, wechselt er die Seiten und wird am Ende der dritten Staffel ein Superheld. Trotz des Seitenwechsels ärgert er immer noch gerne Phoebe, allerdings nun eher auf eine freundschaftliche Basis.
- William Kent „Billy“ Thunderman/Kid Quick ist der 10-jährige Sohn der Thundermans. Er ist aufbrausend, quirlig und kindisch. Außerdem ist er durch einen Unfall, bei dem Hank Barb ins Krankenhaus fliegen wollte und Billy in der Luft geboren wurde, geistig zurückgeblieben. Er hat die  Fähigkeit, schneller als der Blitz zu laufen. Er spielt gern mit Nora, deren Laserblick er mit seiner Schnelligkeit auszuweichen versucht.
- Nora Thunderman/Lasergirl ist die 8-jährige Tochter der Thundermans. Sie ist intelligent, wissbegierig und geistig reif für ihr Alter. Ihre Fähigkeit ist der Laserblick. Sie spielt gern mit Billy, insbesondere indem sie ihn mit ihrem Laserblick beschießt. Allerdings hat sie auch einen scharfen Geschäftssinn und denkt neben dem kindlichen Billy auch oft an die finanzielle Seite. Obwohl sie damit auch Ähnlichkeit zu Dr. Colosso hat, kann sie ihn nicht ausstehen. Ihr Markenzeichen ist ihre Schleife.
- Henry „Hank“ Thunderman/Thunderman ist der Vater von Phoebe, Max, Billy, Nora und Chloe sowie Barbs Ehemann. Er ist tollpatschig, legt nicht viel Wert auf Hygiene, liebt Essen und ist geistig etwas langsam. Er ist übermenschlich stark und kann fliegen.
- Barbara „Barb“ Thunderman/Electress ist die Mutter von Phoebe, Max, Billy, Nora und Chloe und die Ehefrau von Hank. Sie ist ernst, fürsorglich und streng. Sie kann Blitze, Licht und Energie aus ihren Händen erzeugen. Ihr Mädchenname ist McPopel und ihre Schwester heißt Mandy.
- Chloe Thunderman/Thunderbaby ist das jüngste Kind der Thundermans. Sie kommt am Ende der zweiten Staffel zur Welt. Als Baby hatte sie vorübergehend die Kraft, wenn sie jemand kitzelt, Seifenblasen aus ihren Fingern zu erzeugen, die vereint zu einer Explosion führen. Aktuell hat sie die Kraft der Teleportation und spricht neben Englisch auch Spanisch.

### Nebenfiguren
- Doktor Arthur Colosso war einst der böseste und mächtigste Schurke des ganzen Planeten. Jedoch wurde er von Hank und Barb ausgetrickst und in einen männlichen, sprechenden Hasen verwandelt. Max hat ihn bei sich aufgenommen und er dient ihm seitdem als Mentor und Haustier ist zudem aber auch sein bester Freund. Ab und zu verwandelt er sich mithilfe des Animalizers in einen Menschen, wird aber immer zurückverwandelt. Er entwickelt gerne Kleidungsstücke für die ganze Familie. Außerdem verkleidet er sich gerne. Wenn ein Familienmitglied ein Problem hat, weiß er oft einen Rat, stellt aber fast immer Forderungen. Er verkleidet sich gerne und muss mit Billy und Nora spielen, die ihm hässliche Sachen anziehen. Er hasst Pheobe aber er liebt Barb.

- Cherry Seinfeld ist Phoebes beste Freundin. Anfangs weiß sie nichts von ihren Kräften, die sie aber beinahe entdeckt hätte. Sie glaubte, dass Phoebes Familie in einem Musical auftritt und ihre Kräfte Spezialeffekte sind. Doch am Ende der zweiten Staffel erzählt Phoebe ihr die Wahrheit. Seitdem hilft sie ihrer Freundin öfter, das Familiengeheimnis der Thundermans zu bewahren. Außerdem ist sie sehr hilfsbereit, was in Folgen wie etwa „Die doppelte Phoebe“ deutlich wird.
- Oyster ist Gitarrist in der Band von Max. Phoebe hatte anfangs ein Auge auf ihn geworfen, bis sie erfuhr, dass er ein wenig verrückt ist. Später wird er der Freund von Cherry.
- Gideon ist Gitarrist der Band von Max. Er hat ein Auge auf Barb und Phoebe geworfen. Er steht auf ältere Frauen wie Barb oder etwa seine Lehrerin. Er ist in jedes Mädchen verknallt und will immer ein Date mit ihnen haben. Zudem ist er relativ unsportlich.
- Olivia Wong besitzt eine Pizzeria und ist die Nachbarin von den Thundermans. Sie hat einen extrem schlechten Charakter und ist immer auf ihren Vorteil aus. Später kauft sie Splatburger mit dem Ziel jedes gastronomische Lokal zu besitzen. Ihre Söhne wollen Ärzte werden, was sie verabscheut. Sie kann die Thundermans nicht ausstehen und gibt ihnen für alles die Schuld.
- Rektor Tad Bradford ist der Direktor der Schule und eigentlich nie gut gelaunt. Er ist unverheiratet und flirtet schon gern mal mit der ein oder anderen Single-Mutter. Die Schüler machen sich oft über sein „armseliges Leben“ lustig. In der Folge „Die Welt ist nicht genug“ bekommen Max und Phoebe heraus, dass er nicht einmal ein eigenes Haus hat und die Spinde der Schüler als Bett benutzt. In der Folge „Flower Power“ erwähnt er, dass er weder Hobbys, Freunde noch Familie hat.
- Lincoln/Link Evilman ist Phoebes Freund. Er ist der Sohn von Hanks ehemaligen Erzfeind, den Superschurken Evilman. Seine Superkraft ist Elastizität. Am Ende zieht er nach Hongkong um die Stadt zu beschützen.
- Mike Evilman/Matratzen Mike/Evilman ist der Erzfeind von Hank und war ein gefürchteter Superschurke, ging aber vor 10 Jahren in den Ruhestand und versteht sich seitdem besser mit Hank. Er hat die gleichen Superkräfte wie Hank. Außerdem ist er der Vater von Phoebes Freund Link. Nach seinem Rücktritt als Superschurke hat er ein Matratzen-Geschäft eröffnet, außerdem hat er in der Folge „Im Bett mit dem Bösen“ der Liga der Helden geholfen, Phoebe zu testen. Max wollte unbedingt seine Eisfestung, und sich deshalb mit Evilman anfreunden.
- Allison ist Hiddenville High’s Wohltäterin, die sich bei jeder sozialen Sache beteiligt. Sie war die Freundin von Max, bis sie sich in der Folge „Die Welt ist nicht genug“ von ihm trennte. Phoebe hatte in ihrem eigenen versucht, Max und sie miteinander zu verkuppeln, was im ersten Moment völlig unmöglich schien, da Allison die Welt schützen und Max sie unterjochen wollte. Allerdings fanden die beiden Gemeinsamkeiten und wurden schließlich ein Paar.
- Superpräsidentin Evelyn Trittzu ist die Präsidentin der Liga der Helden. Ihre Tochter heißt Simone.
- Wolfgang ist Schlagzeuger in der Band von Max. Er kommt aus Deutschland. Er verwendet gerne das Wort „Wolfgang“ an vielen unpassenden Stellen. Wenn er sich aufregt, spricht er zuweilen Dialekt.
- Maddy ist eine Freundin von Phoebe. Sie ist in der Cheerleadergruppe. Theaterspielen macht sie aggressiv. Außerdem war sie eine Zeit lang mit Max zusammen, den sie in einem Handyshop kennenlernte. Sie hat eine Fell-Haar-Allergie und muss davon niesen.
- Roxy ist eine Freundin von Phoebe.
- Sarah ist ein streberhaftes Mädchen und in Max verknallt, was er aber nicht erwidert. Später kommt sie mit Gideon zusammen, nachdem Max und Phoebe sie zusammengebracht haben.
- Evan/Lucius ist ein Agent der Liga der Helden. Er hat sich als Nerd getarnt um die Thundermans auszuspionieren. Evan ist auch nicht sein richtiger Name. Sein richtiger Name lautet: Lucius. Seine Superkraft ist, dass er nicht altert.
- Tyler ist ein Freund von Evan.
- Jay Jay war der Besitzer des Restaurants „Splatburger“.
- Dark Mayhem ist einer der gefährlichsten Superschurken der Welt. Phoebe und Max haben ihn später besiegt und seine Kräfte genommen. Allerdings nahm Phoebe seine in einer Kugel gefangenen Kräfte auf, um eine Mission zu erledigen. Sie wird böse, ihre Familie schafft es jedoch, sie von den Kräften zu befreien.
- Blobbin ist der Cousin von Phoebe, Max, Billy, Nora und Chloe. Er hat zwar die Kraft, dass ihm äußerlich nichts wehtut, aber innerlich ist er ein sehr sensibler Kerl (Zitat: „... doch innerlich bin ich ein Mimöschen“). Außerdem bewegt er sich nicht gerne und ist etwas dick. Seitdem er viel Geld geerbt hat, ist er reich und benutzt das Geld auch als Sessel, Holz für seinen Kamin oder als Taschentücher.
- Madison ist der Kopf von Hiddenville High’s Cheerleadergruppe. Sie gibt gerne an und hasst es, wenn jemand ihre Bösen Pläne zerstört.
- Lionel ist ein schlauer Junge der Hiddenville High und der Freund von Jake und Tom.
- Simone ist die Tochter von Superpräsidentin Trittzu
- Destructo ist ein Superschurken Roboter der Jahre lang den Kopf mit dem körper getrennt hatte, in der Folge Donner im Paradies kommt er nur vor. er verbindet sein Kopf mit dem körper  als die Thundermans abgelenkt waren Doch letztendlich kann Hank ihn Besiegen.

## Produktion
Im August 2012 gab der Sender Nickelodeon die Produktion des Serienpilot bekannt. Die Pilotfolge wurde im Oktober 2012 gedreht. Am 18. Februar 2013 bestellte der Sender eine erste Staffel mit 13 Episoden. Noch vor Ausstrahlung der ersten Folge wurden sieben weitere Episoden bestellt, sodass die erste Staffel auf 20 Episoden kommt.
Am 20. Dezember 2013 bestellte Nickelodeon eine zweite Staffel mit 20 Episoden. Am 4. März 2015 bestellte Nickelodeon eine dritte Staffel.
Im März 2016 wurde die Produktion einer vierten Staffel angekündigt. Diese wurde bis zum 23. Juli 2017 gedreht. Am 28. Juli wurde die Einstellung der Serie nach der vierten Staffel bestätigt.

## Besetzung und Synchronisation
Die deutsche Synchronisation entstand unter dem Dialogbuch und unter der Dialogregie von Andi Krösing durch die Synchronfirma SDI Media Germany GmbH in Berlin.
| Rolle                           | Schauspieler         | Folgen                                                                            | Synchronsprecher           |
| Hauptdarsteller                 | Hauptdarsteller      | Hauptdarsteller                                                                   | Hauptdarsteller            |
| ------------------------------- | -------------------- | --------------------------------------------------------------------------------- | -------------------------- |
| Phoebe Thunderman               | Kira Kosarin         | 1–103                                                                             | Victoria Frenz             |
| Max Thunderman                  | Jack Griffo          | 1–103                                                                             | Patrick Baehr              |
| Billy Thunderman                | Diego Velazquez      | 1–103                                                                             | Gerome Quantmeyer          |
| Nora Thunderman                 | Addison Riecke       | 1–103                                                                             | Zalina Sanchez             |
| Henry „Hank“ Thunderman         | Chris Tallman        | 1–103                                                                             | Michael Iwannek            |
| Barbara „Barb“ Thunderman       | Rosa Blasi           | 1–103                                                                             | Andrea Aust                |
| Chloe Thunderman                | Maya Le Clark        | 46–103                                                                            | Emma Frauenschuh           |
| Nebendarsteller                 |                      |                                                                                   |                            |
| Dr. Colosso (Stimme)            | Dana Snyder          | 1–103                                                                             | Andi Krösing               |
| Cherry                          | Audrey Whitby        | 1–98                                                                              | Jodie Blank                |
| Oyster                          | Tanner Stine         | 24, 26, 31, 33, 37–38, 42, 47, 49, 52, 57, 59, 61–62, 66–67, 70–71, 73–74, 79, 81 | Ricardo Richter            |
| Gideon                          | Kenny Ridwan         | 24, 33–34, 37–38, 41–43, 47, 49, 57, 62, 67, 70–71, 79, 81, 84, 88                | Marcel Mann                |
| Mrs. Wong                       | Helen Hong           | 6, 10, 15, 24, 28, 41, 44–45, 55, 60–61, 68, 70–74, 81–82, 88                     | Tanja Schmitz              |
| Blobbin                         | Harvey Guillén       | 7, 12, 31, 57, 60, 79, 88                                                         | Tim Sander                 |
| Rektor Tad Bradford             | Jeff Meacham         | 8, 19–20, 23, 28–29, 41, 47, 49, 53, 61, 71, 82–84, 88                            | Peter Flechtner            |
| Superpräsidentin Evelyn Trittzu | Daniele Gaither      | 25, 32, 40, 46, 51, 55–56, 62–63, 65, 69, 71, 73–74, 80, 85                       | Iris Artajo                |
| Link Evilman                    | Barrett Carnahan     | 32, 35, 39, 42, 48, 51, 54–55, 70–71                                              | Fabian Hollwitz            |
| Wolfgang                        | Jake Borelli         | 42, 47, 49, 57, 61–62, 66–67, 70–71, 73–74, 81, 88                                | Tobias J. Becker           |
| Allison                         | Ryan Newman          | 53, 57–59, 61, 64, 70–71, 73–74, 79                                               | Lydia Morgenstern          |
| Sarah                           | Keely Marshall       | 4, 11, 16, 29, 43                                                                 | Jennifer Weiß              |
| Evan                            | Elijah Nelson        | 4, 15, 17                                                                         | Hannes Maurer              |
| Evan                            | Elijah Nelson        | 43, 61, 63, 71                                                                    | Constantin von Jascheroff  |
| Tyler                           | David Burrus         | 4, 6, 13, 43                                                                      | Marco Eßer                 |
| Ashley                          | Krista Marie Yu      | 4, 16, 38                                                                         | Shanti Chakraborty         |
| Madison                         | Brooke Sorenson      | 8, 11, 18                                                                         | Maria Hönig                |
| Phoebe Thunderman (jung)        | Reagan Fernandez     | 9, 12, 50                                                                         | Yamuna Kemmerling          |
| Kelsey                          | Teala Dunn           | 16, 23, 33, 57                                                                    | Kristina Tietz             |
| Lionel                          | Major Curda          | 17, 23, 28                                                                        | Maximilian Artajo          |
| Tom                             | Jacob-Timothy Manown | 17, 23                                                                            | Christian Zeiger           |
| Jay Jay                         | Rob Ramsay           | 26–27, 32, 42                                                                     | Sven Plate                 |
| Winnie-Lee                      | Reign Edwards        | 31, 41, 43                                                                        | Lin Gothoni                |
| Gastdarsteller                  |                      |                                                                                   |                            |
| Cole Campbell                   | Logan Shroyer        | 3, 11                                                                             | Carsten Otto               |
| Flunky                          | Jace Norman          | 8                                                                                 | Nicolas Rathod             |
| Lunch Lady Gladys               | Polly Humphreys      | 13, 41                                                                            | Gabrielle Schramm          |
| Veronica                        | Gilland Jones        | 17                                                                                | Marie Christin Morgenstern |
| Morgan                          | Lizzy Greene         | 24                                                                                | Sarah Tkotsch              |
| Angus                           | Justice Smith        | 24, 37                                                                            | Sebastian Kluckert         |
| Chainsaw                        | Paul A. Hicks        | 24, 68                                                                            | Christoph Banken           |
| grüner Ghul                     | David Ury            | 25                                                                                | Fritz Rott                 |
| Malcolm David Kelley            | Malcolm David Kelley | 26                                                                                | Wilhelm-Rafael Garth       |
| Tony Oller                      | Tony Oller           | 26                                                                                | Jan Makino                 |
| Mr. Evilman                     | Eric Allan Kramer    | 32, 51                                                                            | Detlef Bierstedt           |
| Miss Austin                     | Rebecca Metz         | 43, 57                                                                            | Almut Zydra                |
| King Crab                       | Paul F. Tompkins     | 44–45                                                                             | Robert Missler             |
| Babybewerter                    | Alec Mapa            | 44–45                                                                             | Santiago Ziesmer           |
| Quinn                           | Madison Lawlor       | 48                                                                                | Anna Gamburg               |
| Harrison Evilman                | Casey Simpson        | 54                                                                                | Felix Langer               |
| Tech Rider                      | Carlos Pena          | 56                                                                                | Nico Sablik                |
| Gary                            | Chris Jericho        | 64                                                                                | Erich Räuker               |
| Mandy McPopel                   | Paula Christensen    | 67                                                                                | Daniela Hoffmann           |
| Leonard                         | Dawson Fletcher      | 69                                                                                | Konrad Bösherz             |
| Troll                           | Martin Klebba        | 72                                                                                |                            |
| Candi Falconman                 | Jada Facer           | 73–74                                                                             | Samira Jakobs              |
| Großvater Giddy                 | James Hong           | 81                                                                                |                            |
| Heinrich Hiddenville III.       | Owen Joyner          | 88                                                                                |                            |

## Ausstrahlung
Vereinigte Staaten
Die erste Folge wurde als Preview nach der Premiere einer neuen Folge von SpongeBob Schwammkopf am 14. Oktober 2013 ausgestrahlt. Die reguläre Ausstrahlung begann am 2. November 2013. Das Staffelfinale wurde am 14. Juni 2014 ausgestrahlt.
Die zweite Staffel wurde vom 13. September 2014 bis zum 28. März 2015 ausgestrahlt. Die Ausstrahlung der dritten Staffel lief vom 27. Juni 2015 bis 10. Oktober 2016. Am 22. Oktober 2016 wurde die erste Folge der vierten Staffel gesendet.
Deutschland
In Deutschland wurde die erste Staffel vom 30. März 2014 bis zum 11. Oktober 2014 bei Nickelodeon erstausgestrahlt. Dabei wurde die erste Folge im Anschluss an die Kids’ Choice Awards 2014 gezeigt.
Die Ausstrahlung der zweiten Staffel erfolgte vom 29. November 2014 bis zum 18. September 2015. Die 3. Staffel lief vom 10. Januar 2016 bis 20. November 2016. Am 30. März 2017 wurde die erste Folge der vierten Staffel ausgestrahlt.

## Ableger
Am 2. März 2023 kündigte der Sender Nickelodeon an, dass die Serie eine Fortsetzung als Film bekommen solle. Er erschien schließlich am 7. April 2024 in den USA und am 31. März desselben Jahres in Deutschland auf Paramount+ und Nickelodeon.
Wegen des Erfolgs des Films wurde am 16. Mai 2024 eine Spin-Off-Serie zu Die Thundermans bekanntgegeben.
Seit dem 22. Januar 2025 läuft die Spin-Off Serie Thundermans: Undercover auf dem US-amerikanischen Nickelodeon. Die deutsche Ausstrahlung soll ab dem 7. April 2025 auf Nickelodeon Deutschland folgen.
Am 31. Juli 2025 gab Nickelodeon bekannt, dass die Dreharbeiten für einen neuen Film mit dem Titel „Clash of the Thundermans“ begonnen haben. Die Veröffentlichung ist für 2026 geplant auf Paramount+ und Nickelodeon. Ariel Winter wurde als ein Teil der Hauptbesetzung bekanntgegeben.